# Христология

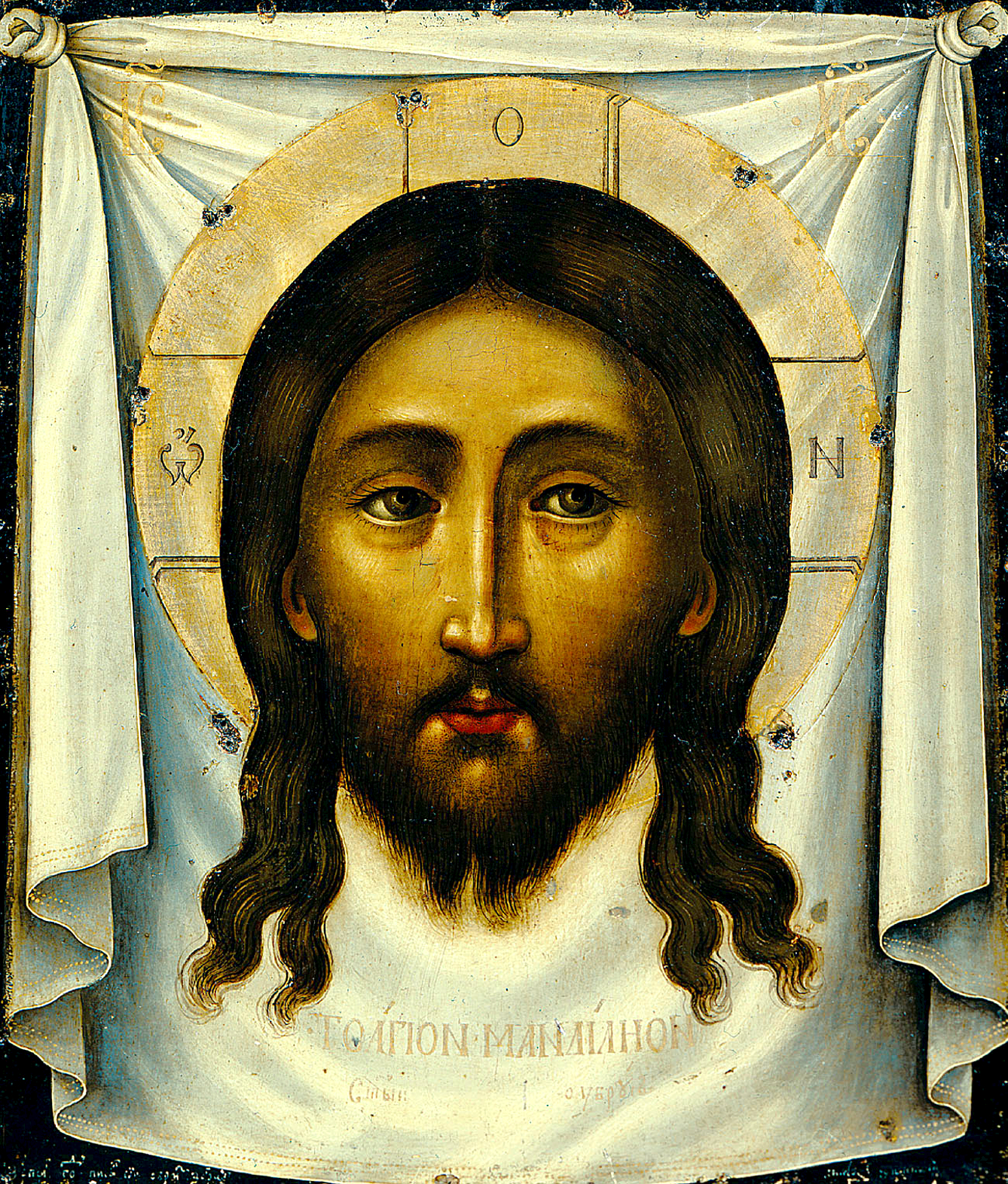
Икона «Спас Нерукотворный».
Симон Ушаков

Христоло́гия (от др.-греч. Χρίστος — Христос + λόγος — учение) — учение об Иисусе Христе, раздел христианского богословия, освещающий вопросы воплощения Бога Сына (второго Лица Святой Троицы), сочетания во Христе божественной и человеческой природы, а также вопросы, связанные с жизнью Богочеловека.
Христология связана с другими разделами христианского богословия: триадологией, утверждающей божественность Бога Сына и Его единосущие с Богом Отцом; сотериологией, раскрывающей спасительную миссию Бога воплощённого; эсхатологией.
Православная и Католическая церкви исповедуют две природы, две воли (божественную и человеческую), одну ипостась и одно лицо Иисуса Христа. Древневосточные православные церкви исповедуют умеренное монофизитство (миафизитство), утверждая единую Богочеловеческую природу и единую Богочеловеческую ипостась, единое лицо, единую волю и единое действие Иисуса Христа. Доэфесские церкви, к которым относятся Ассирийская церковь Востока и Древняя Ассирийская церковь Востока, исповедуют две природы, две кномы (ипостаси) в одном лице и одной воле Иисуса Христа.

## История христологии
Споры о личности и природе Иисуса Христа начались ещё при его земной жизни. Как ближайшие его последователи (апостолы), так и ожесточённые его ненавистники, не могли до конца понять «кто Сей?», какой властью Он творит, куда Он идёт, и какую Чашу намеревался Он испить?
После сошествия Святого Духа в день Пятидесятницы, апостолы приступили к проповеди не только о Боге-Отце, Боге-Сыне и Святом Духе среди язычников, но и о Христе среди иудеев и тем положили начало христологии, не только как практики, но и как образовательной дисциплины. Вскоре появилось множество текстов об Иисусе Назарянине, в том числе и Евангелия. Затем христологию развивали мужи апостольские и ранние христианские апологеты.

### Православная христология
Авторитетные в православии отцы Великие каппадокийцы подчёркивали, что Христос единосущен Богу Отцу и Духу Святому по Божеству и, при этом, единосущен всем людям по человеческой природе.
Именно как человек, Христос страдал на кресте за всех людей, после того, как воспринял на Себя грехи всего мира (1Пет. 2:24).
Православная христология оформилась в противостоянии аполлинаризму, несторианству и монофизитству.
Во второй половине IV века Аполлинарий Лаодикийский Младший учил, что предвечный Бог Логос воспринял человеческую плоть и душу, но не воспринял человеческий ум: вместо ума у Христа был Божественный Логос, слившийся с его человеческой природой и составивший с ней одну общую природу. Отсюда знаменитая формула в трудах аполлинаристов, впоследствии ошибочно приписанная Кириллом Александрийским святому Афанасию: «μία φύσις τοῦ θεοῦ λόγου σεσαρκωμένη» — «единая (одна) природа Бога Слова воплощённая», которую православные, католики, протестанты понимают как единство одной только божественной природы Иисуса Христа — Логоса, Святого Духа, энергий Бога-Отца, а миафизиты — как указание на единую богочеловеческую природу Иисуса. По учению Аполлинария, Христос не вполне единосущен нам, так как не имеет человеческого ума. Он — «небесный человек», лишь надевший оболочку человека, но не ставший полноценным земным человеком. Некоторые последователи Аполлинария говорили, что Логос воспринял только человеческое тело, а душа и дух у Него Божественны. Другие шли дальше и утверждали, что Он и тело принёс с неба, а прошёл через Святую Деву, «как через трубу».
Согласно возражавшим аполлинаристам Феодору Мопсуестийскому и Несторию, Логос вселился в человека Иисуса, Которого Он избрал и помазал, с Которым «соприкоснулся» и «сжился». Соединение человеческой природы с божественной, согласно Феодору, было не абсолютным, а относительным: Логос жил в Иисусе как в храме. Земная жизнь Иисуса, по Феодору, есть жизнь человека в соприкосновении с Логосом. «Бог от вечности предвидел высоконравственную жизнь Иисуса и ввиду этого избрал Его органом и храмом Своего Божества». Вначале, в момент рождения, это соприкосновение было неполным, но по мере духовного возрастания и нравственного совершенствования Иисуса оно становилось полнее. Окончательное обожествление человеческой природы Христа произошло уже после Его искупительного подвига. В дальнейшем Эфесский собор осудил эту ошибку Феодора и Нестория, вместо указания на соединение двух природ говоривших о их соприкосновении.
Согласно обвинениям Кирилла Александрийского, который пренебрёг определением ипостаси, данным жившими ранее него великими каппадокийцами, и считал понятия «природа» и «ипостась» синонимами, в отличие от православия византийской традиции, сторонники Нестория исповедовали симметричную христологию: не только две природы, но и два субъекта этих природ во Христе: человека Иисуса и Божественный Логос, Второе Лицо Пресвятой Троицы.
По Несторию, который во многом следовал Диодору Тарсийскому и Феодору Мопсуестийскому, Иисус, будучи человеком, окончательно стал Богочеловеком через наитие Святого Духа, а Логос пребывал в нём в особом нравственном или относительном соприкосновении (греч. κατα σχέσιν). Несторий считал, что Дева Мария родила не Богочеловека, а Иисуса Христа, и предложил вначале свой термин «Христородица». Против Нестория выступили Леонтий Иерусалимский, Прокл, Евсевий Дорилейский, а также святитель Кирилл Александрийский.
Кирилл Александрийский около 428 года опубликовал «Двенадцать анафематизмов» против теории Нестория и разоблачавших  несторианство. Но важнейшим положительным моментом этих выступлений святителя Кирилла было введение им термина «ипостасный союз».
Полемизируя с несторианами, святитель Кирилл применительно к человеческой природе Христа ввёл также понятие анипостазиса. Считая человеческое естество Иисуса анипостасным (обезличенным), он учил, что оно никогда не было отдельной ипостасью (личностью), то есть не существовало независимо от божественного естества. С этим сейчас согласны не только православные, католики и протестанты, но и миафизиты.
По святителю Кириллу, не было такого момента, когда Иисус, будучи обычным человеком, обожился, как полагали ариане, или окончательно обожился, как думали несториане.

Хотя Несторий, отказавшись от термина «Христородица», вначале выдвинул новый термин «Богоприимица», а затем формально отказался от еретических терминов, он упорствовал в отрицании полного богочеловечества Иисуса со времени воплощения и употребления в богословских сочинениях термина «Богородица» без оговорок (против употребления в литургии и рядовыми верующими термина «Богородица» он не возражал), и в 431 году двести епископов, присутствовавших на Эфесском соборе, постановили исповедовать Иисуса Христа совершенным Богом и совершенным человеком, а Деву Марию — Богородицей.
По определению IV Вселенского (Халкидонского) Собора, во Христе Бог соединился с человеческой природой «неслитно, нераздельно, неразлучно, неизменно», то есть, во Христе признаются две природы (божественная и человеческая), но одна Личность (Бога Сына). При этом ни природа Бога, ни природа человеческая не претерпели никакого изменения. Халкидонский собор, несмотря на однозначное отвержение несторианства, исповедует диофизитство, которое, по мнению миафизитов, может быть истолковано в несторианском смысле.
Современная диофелитская (православная) христология детально сформулирована на основе трудов Кирилла Александрийского преподобным Максимом Исповедником в борьбе с еретической, с точки зрения византийского православия доктриной монофелитства. Диофелитское учение Христа и апостолов было подтверждено на Шестом Вселенском (Третьем Константинопольском) соборе. Деяниями собора закреплено учение, что во Христе две природы, две воли и два хотения (Божественное и человеческое), и человеческая воля не подавляется Божественным, но подчиняется ей.
Православная Церковь учит, что грехопадение людей настолько глубоко, что только Бог, через Своё воплощение, их может спасти (никаким людям, ни даже высшим ангелам, это не под силу). В христианстве важно вкушение Тела и Крови Спасителя для полного соединения в любви с самим Богом.
Принимая на Себя человеческую природу в момент воплощения (благовещения) Христос принял на Себя и всё, что свойственно человеку в его греховном состоянии. Будучи совершенно безгрешным, Он взял на Себя все последствия греха для того, чтобы Своими страданиями и смертью освободить и искупить человечество.
«На другой день видит Иоанн идущего к нему Иисуса и говорит: вот Агнец Божий, Который берёт [на Себя] грех мира.» (Иоан. 1:29).
При этом Церковь учит, что от Своей Пречистой Матери Спаситель воспринял немощную и уязвлённую плоть падшего человечества, но не воспринял никакого греха.

### Католицизм
Основные различия между католиками и православными почти не касаются христологии в узком смысле. В триадологии православные не признают какие бы то ни было добавления в Никео-Цареградский символ веры, в частности, филиокве. Различия в толковании природы зачатия Девы Марии между православными и католиками также не являются основным предметом христологии в узком смысле. В то же время в Католической церкви, в отличие от православной, существует «мариология» как специальный раздел догматического богословия. Напротив, учение отцов Православной Церкви о Пресвятой Богородице было неотъемлемой частью их христологии, и именно в контексте христологических споров следует рассматривать то постепенное развитие культа Богородицы, которое происходило на христианском Востоке в течение всего первого тысячелетия. Хотя в древнееврейском тексте пророчества пророка Исаии о Еммануиле — Иисусе Христе — употреблено слово «алма», которое может означать и «девственница», и «молодая женщина», уже Иустин Философ настаивает на девственности Богородицы, с чем согласны православные, католики, протестанты, миафизиты. Православные, католики, протестанты считают Деву Марию Приснодевой, а братьями Иисуса Христа — Его братьями по отцу. В то же время православные, в отличие от католиков, считают, что Дева Мария умерла, как и все люди, наследует жизнь вечную, как все праведники, и отмечают Успение Пресвятой Богородицы, когда душа её была взята в Чертог небесный, а не её Вознесение. При этом, хотя с православными согласен даже Фома Аквинский, в 1950 году римокатоликами был принят догмат о вознесении Девы Марии. Но католики не рассматривают это как расхождение в христологии, так как они считают это разногласиями в мариологии.
Православные считают, что главой Вселенской Церкви — мистического тела Христова — является только Иисус Христос, и его в этом качестве не может замещать римский папа.

### Протестантизм
Почти все протестанты являются диофизитами. Это связано с тем, что основным источником протестантского богословия является Библия, согласно которой Спаситель имел в одной Личности две природы: Божественную и человеческую, не исключающие одна другую (Кол. 2:2, Евр. 10:5—7, Кол. 1:15—17, Гал. 4:4, 5, Евр. 4:15, 2Пет. 1:4). Протестанты понимают христологическую формулу «единая (одна) природа Бога Слова воплощённая» аналогично православным и католикам как выражающую единство только божественной природы Христа в соответствии с Новым Заветом. Православные, католики, англикане «Высокой церкви», традиционные богословы епископальных церквей, методисты понимают эту формулу и как полноту обоженного человечества в соответствии со своим Священным преданием. Священное предание, при толковании которого возможно иное, чем в Библии, понимание этой христологической формулы, заимствованной Кириллом Александрийским из сочинений аполлинаристов, выпущенных под именем Афанасия Александрийского, является у протестантов только вспомогательным источником богословия, и миафизитство влияет только на некоторых протестантов Эфиопии, Египта и Армении, как и на часть униатов этих стран. Вот слова лютеранина Л. Коэна: «Кирилл демонстрирует явную склонность к идеям, которые впоследствии стали именоваться диофизитскими. Также можно добавить, что [уже в толкованиях на Евангелие от Иоанна задолго до спора с Несторием] Кирилл явно демонстрирует то, что впоследствии стало назваться диофелитством». Этот прогресс в восприятии протестантами христологии свт. Кирилла просматривается не только в вопросе об образе соединения во Христе божества и человечества, но и в наиболее «трудной» для западного богословия теме — учении об обожении человеческого естества во Христе. Но при этом вполне очевидно, что изменение отношения к богословию свт. Кирилла Александрийского находится в русле общего «обращения» западного богословия, в лице его лучших представителей, к изучению и постижению учения отцов Православной Церкви, одной из причиной которого явилась деятельность русских богословов, оказавшихся на Западе, и других (в основном, греческих) православных богословов.

### Армянская апостольская церковь
Нерсес IV Шнорали писал, что согласно богословию ААЦ, Слово, Единородный Сын, волею Отца и Духа Святого снизошёл во чрево Деве Марии, не переставая быть с Отцом по Божественному естеству. Приняв от Девы Марии человеческую природу, Христос соединил её с Божеством Своим несказуемым соединением и сделался из двух совершенных естеств, Божественного и человеческого, единым Лицом совершенным, неизменяемым и неразделяемым по естеству. Не превращается человеческое естество в Божественное с потерей собственных качеств. Его собственное Божество осталось в чистоте, хотя вследствие неразрывного соединения и говорится, что Слово стало плотью. Таким образом, Слово соединило с Собой человеческую природу, не испытывая превращения, также как и в человеке соединяется природа души и природа тела. Естества соединились выше всякого понимания, нераздельным и несмешанным соединением.
Умер Спаситель добровольно человеческим смертным естеством, и остался жить в Божественном бессмертном естестве. Не так, чтобы один был умерший, а другой — живой, но едино лицо и един Иисус Христос. Он умирал смертным телом, и в то же время был жив в бессмертном и животворящем божестве Отца. Когда человеческое тело Слова страдало, тогда Слово, неразлучно с ним пребывающее, принимало на Себя страдания, и чрез это произошло величайшее дело.

Настоятель монастыря Святых Архангелов, кандидат богословских наук, иеромонах Гевонд Оганесян пишет, что учение о тленности тела Иисуса Христа до Воскресения святыми отцами Армянской церкви было категорически отвергнуто. Хосровик Толкователь, армянский автор первой половины VIII века и один из крупнейших богословов и догматистов Армянской апостольской церкви, в своём письме «К тем, кто разделяет надвое человеческую природу, что одной была она до греха, и другой — после греха» пишет:
Итак, если в Адамовом теле не были поселены душевные и телесные страсти, значит, очевидно, что Христос, неся их, взял не Адамово тело, а наше, которое поддаётся смерти и тлению. А если Он имел первозданную природу, бесстрастную и бессмертную, тогда, согласно вам [тленникам], ложным образом показал свои страсти. Опять же, если в создании Божием не было душевных и телесных страстей, тогда Христос предпочёл обратиться не в сотворённое Им бесстрастное создание, а в наше, ставшее способным к страстям через грехи. Следовательно, мы вместе с вами признали намного более прекрасной и совершенной нашу греховную плоть, которая якобы стала для Него предпочтительной и желанной
По учению Армянской апостольской церкви плоть Христа страдательна и смертна. Плоть Господа нетленна до Воскресения: «Ядущий Мою Плоть и пиющий Мою Кровь имеет жизнь вечную» (Иоан. 6:54). Слово Бог воспринял не первозданную природу Адама, а нашу тленную природу — тленную плоть, грешные душу и дух, и, соединив их с Собою, отделил грех от души и духа, а тление от плоти. Рост и развитие Плоти Господа свидетельствуют не о тлении, а наоборот, ибо рост и развитие совершенствуют чувственную систему плоти, а вот тление разлагает её. Армянские отцы, рассматривая страсти, подразделяли их следующим образом: вольные и невольные, а также порицаемые (греховные, ведущие к греху) и непорицаемые (безгрешные) страсти. Господь же воспринял вольные и непорицаемые, но не невольные и порицаемые, которые вынужденные, рабские и греховные.

### Энциклопедии
- А. И. Кырлежев. Христология // Новая философская энциклопедия : в 4 т. / пред. науч.-ред. совета В. С. Стёпин. — 2-е изд., испр. и доп. — М. : Мысль, 2010. — 2816 с.
- Христология : [арх. 21 октября 2022] / Леонов В. А., прот. // Хвойка — Шервинский. — М. : Большая российская энциклопедия, 2017. — (Большая российская энциклопедия : [в 35 т.] / гл. ред. Ю. С. Осипов ; 2004—2017, т. 34). — ISBN 978-5-85270-372-9.

### Творения Святых Отцов
- Прп. Иоанн Дамаскин. Источник знания Пер. с греч. и коммент. Д. Е. Афиногенова, А. А. Бронзова, А. И. Сагарды, Н. И. Сагарды. — М.: Индрик, 2002. — 416 с. — (Святоотеческое наследие. Т. 5)

### Научно-богословская литература
- Jean Meyendorff. Le Christ dans la Theologie Byzantine. Paris, 1968. (На английском: John Meyendorff. Christ in the Eastern Christian Thought. New York, 1969.)
  - Русский перевод: Прот. Иоанн Мейендорф. «Иисус Христос в восточном православном богословии». М., 2000.
- Еп. Григорий (В. М. Лурье). История византийской философии. Формативный период. СПб., Axioma, 2006. XX + 553 с. ISBN 5-901410-13-0 Оглавление, Раздел 1, гл. 1, Раздел 1, гл. 2, Раздел 2, гл. 1, Раздел 2, гл. 2, Раздел 4, гл. 1, Раздел 4, гл. 2.
- В. В. Болотов. «Лекции по истории древней Церкви». Том 4.
- А. В. Карташёв. Вселенские Соборы. Париж, 1963.